# Warren Cole
Warren Cole (Palmerston North, 1940. szeptember 12. – 2019. július 17.) olimpiai bajnok új-zélandi evezős.

## Pályafutása
Két olimpián vett részt. Az 1968-as mexikóvárosi olimpián aranyérmes lett kormányos négyesben. Négy év múlva ugyan ebben a versenyszámban a hatodik helyen végzett Münchenben. Az 1970-es kanadai St. Catharines-i világbajnokságon bronzérmet szerzett társaival nyolcasban.

## Sikerei, díjai
- Olimpiai játékok
  - aranyérmes: 1968, Mexikóváros (kormányos négyes)
- Világbajnokság
  - bronzérmes: 1970, St. Catharines (nyolcas)